# OH! MY MORNING 851
『OH! MY MORNING 851』（オー!・マイ・モーニング・851）は、2017年4月3日から2020年6月30日までFM大阪で放送されていたラジオ番組。

## 概要
2017年4月、エフエム大阪がコミュニケーションネームをFM OH!に改めるとともに、ワイド番組を刷新した。そのうちの一つとして放送開始。。2014年4月から続いていたジャパンエフエムネットワーク（JFNC）B2プログラムのネット（6:00 - 7:30）を終了し、大阪ローカルの放送開始を6:00に前倒しした。
2018年4月より、8:20までの放送に短縮。大阪のスタジオから生放送する枠は実質53分間になった。
2020年4月にFM OH!からFM大阪にステーションネームを再変更した後も番組は継続していたが、6月30日をもって放送を終了。同年7月からは、JFNC B2プログラム（『ONE MORNING』、TOKYO FM・JFNC制作）のネットに復帰し、ネット時間帯を6:00 - 8:19に拡大した。これに伴い同日以降、大阪からの生放送は月 - 木は『Marché Coucou』が、金曜は『Hug+』が一番手となる。

## 放送時間の変遷

### 現在
- 月曜 - 木曜 6:00 - 8:57（開始 - 2018年3月29日）
- 平日 6:00 - 8:20（2018年4月2日 - 2019年3月29日）
  - 金曜の「Precious.」終了に伴い、放送曜日を月曜から金曜までに拡大。
- 平日 5:55 - 8:20（2019年4月1日 - 2020年6月30日）
  - 「賢者の名言」（5:55 - 6:00）終了に伴い、5分拡大。

## パーソナリティ
大阪のスタジオから出演する者のみ記載。
- 小早川秀樹
- 渋谷凪咲（NMB48、金曜のみ）

## タイムテーブル
2019年4月時点。太字は全国ネットパート。
| 時刻        | 内容 |
| ----------- | --- |
| 5:55        | オープニング |
| 6:25 - 6:44 | ONE MORNING（同時ネットゾーン） LOVE & HOPE 〜ヒューマン・ケア・プロジェクト〜 TODAY'S AGRI NEWS コスモ アースコンシャス アクト 未来へのタカラモノ                                                                |
| 6:53        | 交通情報 |
| 6:55        | MY OLYMPIC |
| 7:00 - 7:30 | ONE MORNING（同時ネットゾーン） BEHIND HEADLINE リポビタンD TREND NET （月・水・金）ジブラルタ生命 ありがとう、先生! （火・木） KUMON 笑顔100点満点 （月～木）ベスト3総研 （金）JA共済 presents なるほど!交通安全 |
| 7:40 - 7:45 | ONE MORNING（同時ネットゾーン） NOEVIR Song of Life |
| 7:46        | 交通情報 |
| 7:56        | ※この時間をもって小早川の出演パートは終了（番組の実質的なエンディング） |
| 7:57        | 交通情報 |
| 8:00 - 8:20 | ONE MORNING（同時ネットゾーン） SUZUKI TODAY'S KEY NUMBER ルートインホテルズ 今日のスポーツ Honda Smile Mission                                                                                                   |